# Mamadou Idrissa Wade
Mamadou Idrissa Wade (* 9. Juni 1985 in Rosso, Mauretanien) ist ein mauretanischer Fußballspieler.

## Karriere

### Verein
Wade begann seine Karriere 2006 bei ASAC Concorde und wechselte 2013 zu FC Nouadhibou, wo er seitdem spielt. In seiner Karriere konnte er bereits zweimal Meister werden, zudem gewann er mit ASAC Concorde einmal den Pokal.

### Nationalmannschaft
Seit 2010 spielt er für Mauretanien, sein Debüt gab er am 11. August 2010 bei einem Freundschaftsspiel gegen Palästina, das Spiel endete mit 0:0.

## Erfolge
- Mauretanischer Meister:

Saison 2007/08 mit ASAC Concorde
Saison 2013/14 mit FC Nouadhibou
- Mauretanischer Pokalsieger:

2009 mit ASAC Concorde